# Ping flood
Un ping flood, consiste en saturar la línea de comunicación de un usuario mediante el envío de un número excesivo de paquetes ICMP. Esta saturación causa una degradación de los servicios prestados por otros protocolos. El ataque en cuestión utiliza las definiciones de la longitud máxima de protocolo IP así como la capacidad de fragmentación de los datagramas IP.
La longitud máxima de un datagrama IP es de 64K (65535 Bytes) incluyendo la cabecera del paquete (20 Bytes).
En los sistemas actuales ya se cuenta con una protección, la cual no permite enviar paquetes mayores a 65500 Bytes.